# Istituto Nazionale Ferruccio Parri
Das Istituto Nazionale Ferruccio Parri („Nationalinstitut Ferruccio Parri“) ist die in Mailand befindliche Zentrale der 66 italienischen Resistenza-Institute, die sich der zeitgeschichtlichen Forschung widmen. Das Institut hieß ehemals Istituto Nazionale per la Storia del Movimento di Liberazione in Italia („Nationalinstitut für die Geschichte der Befreiungsbewegung in Italien“). Es verfügt über ein Archiv und eine Bibliothek, organisiert wissenschaftliche Tagungen und Fortbildungen sowie Ausstellungen und betreibt und fördert die Forschung zur italienischen Zeitgeschichte. Mit dem Institut sind neben den 66 dem Netz zugehörigen Resistenza-Instituten 11 weitere Einrichtungen verbunden. Die Resistenza-Institute stehen in einer antifaschistischen Tradition, stützen ihre Aktivität auf die von der 1948 verabschiedeten Verfassung der Italienischen Republik verkörperten Werte sowie auf die Ideale des Antifaschismus, der Demokratie, der Freiheit und des kulturellen Pluralismus.
Das Netz der Institute wurde 1949 von Ferruccio Parri mit dem Ziel gegründet, das dokumentarische Erbe des Corpo Volontari della Libertà und des Comitato di Liberazione Nazionale Alta Italia („Nationales Befreiungskomitee Oberitaliens“) zu sammeln, zu bewahren und zu erforschen. Das im März 1949 gegründete Mailänder Institut mit seinem Sitz im ehemaligen königlichen Palais wurde im Dezember 1952 in Anwesenheit des damaligen italienischen Staatspräsidenten „durch einen Kongress von Fachhistorikern und führenden Persönlichkeiten der Resistenza feierlich eröffnet“. Heute befindet sich der Sitz des Instituts in der Casa della Memoria im nördlichen Zentrum Mailands. Präsidenten des Instituts waren Ferruccio Parri (1949–1971), Guido Quazza (1972–1996), Giorgio Rochat (1996–2000), Laurana Lajolo (2000–2002), Oscar Luigi Scalfaro (2002–2011), Valerio Onida (2011–2018) und Paolo Pezzino (2018–2024). Seit 2024 ist Paolo Corsini Präsident.
Informationen über die Archivbestände des Instituts (und der dem Netz zugehörigen Resistenza-Institute) bieten ein 1983 veröffentlichter Katalog, ein 2007 veröffentlichter Katalog und seit 1988 eine Online-Datenbank.
Das Institut gibt seit 1949 die Zeitschrift Italia contemporanea (ehemals: Il Movimento di Liberazione in Italia) heraus. Pro Jahr erscheinen in der Regel vier Ausgaben, in denen Aufsätze (nach Peer-Review) und Rezensionen veröffentlicht sind. Die älteren Nummern der Zeitschrift sind vollständig digitalisiert, bei den jüngeren Nummern sind die Abstracts und ausgewählte Open-Access-Artikel online einsehbar.
Seit dem 26. April 2007 steht die Homepage Ultime lettere di condannati a morte e di deportati della Resistenza italiana („Letzte Briefe der zum Tode Verurteilten und Deportierten der italienischen Resistenza“) online. Die Plattform enthält vor allem Material aus den Beständen, die Piero Malvezzi (1985 bis 1986) und Mimmo Franzinelli (2005) dem Institut geschenkt haben. Im Laufe der Jahre wurde die Datenbank jedoch um viele weitere Dokumente bereichert, die aus Archiven von Einrichtungen, Vereinen oder Privatpersonen stammen (meist handelt es sich um Familienangehörige der Opfer).
Seit 2013 gibt das Institut die Online-Zeitschrift Novecento.org heraus, die sich Fragen der Geschichtsdidaktik widmet.
2016 verwirklichte das Institut in Zusammenarbeit mit der Associazione Nazionale dei Partigiani d’Italia die Internetseite Atlante delle stragi naziste e fasciste in Italia, die Informationen zu sämtlichen Gewalttaten mit Todesopfern enthält, die deutsche Truppen oder Einheiten der Italienischen Sozialrepublik auf italienischem Territorium während der deutschen Besatzung 1943–1945 verübten.
Seit 2019 vergibt das Institut einen nach dem Historiker Claudio Pavone benannten Preis für Forschungen zum Antifaschismus und zur Resistenza. Die Preisträger werden während der zweijährlich stattfindenden Tagung Cantieri della Resistenza bekanntgegeben.
Seit 2020 gibt das Institut beim römischen Verlag Viella eine eigene Schriftenreihe heraus.
2020 organisierte das Institut in Zusammenarbeit mit der Associazione Nazionale dei Partigiani d’Italia anlässlich des 75-jährigen Jubiläums der Befreiung die (aufgrund der COVID-19-Pandemie) virtuelle Ausstellung Milano Libera. 2022 organisierte das Institut gemeinsam mit dem Museumsverband Paesaggi della memoria und mit Unterstützung des deutsch-italienischen Kulturfonds die italienisch-englischsprachige Ausstellung Un altro viaggio in Italia. Luoghi, storia e memorie della Seconda guerra mondiale in Italia. Eröffnet wurde die Ausstellung in Mailand, darüber hinaus soll sie noch in vier weiteren italienischen Städten und in einem deutsch-englischen Format unter dem Titel Eine andere italienische Reise. Der Zweite Weltkrieg in Italien: Orte, Geschichte und Erinnerungen in fünf deutschen Städten gezeigt werden.

## Belege
1. ↑  Siehe https://www.reteparri.it/wp-content/uploads/recapiti/reteinsmli.pdf (abgerufen am 6. Juli 2021).
2. ↑  Siehe https://www.reteparri.it/wp-content/uploads/recapiti/reteinsmli.pdf (abgerufen am 6. Juli 2021).
3. ↑  https://www.reteparri.it/chi-siamo/ (abgerufen am 6. Juli 2021).
4. ↑  https://www.reteparri.it/chi-siamo/ (abgerufen am 6. Juli 2021).
5. ↑   Mario Bendiscioli: Istituto Nazionale per la Storia del Movimento di Liberazione in Italia, Mailand. In: Vierteljahrshefte für Zeitgeschichte, Bd. 2 (1954), H. 2, S. 214–216, hier S. 214 (Digitalisat).
6. ↑  https://www.reteparri.it/chi-siamo/cenni-storici/i-presidenti-dellinsmli/ (abgerufen am 26. März 2025).
7. ↑  Commissione archivi-biblioteca dell’Istituto nazionale per la storia del movimento di liberazione in Italia (Hrsg.): Guida agli archivi della Resistenza. Palombi, Rom 1983 (Digitalisat).
8. ↑  Andrea Torre (Hrsg.): Guida agli archivi della Resistenza Ministero per i beni e le attività culturali, Direzione generale per gli archivi, Rom 2007 (= Rassegna degli archivi di Stato, Bd. 2.1/2) (Digitalisat).
9. ↑  https://www.reteparri.it/risorse-on-line/servizi-archivistici/ (abgerufen am 28. August 2023)
10. ↑  https://www.reteparri.it/pubblicazioni/italia-contemporanea/ (abgerufen am 6. Juli 2021).
11. ↑  ultimelettere.it (abgerufen am 7. Oktober 2023).
12. ↑  Siehe Kurzbeschreibung auf reteparri.it und novecento.org (abgerufen am 7. Juli 2021).
13. ↑  https://www.straginazifasciste.it/ (abgerufen am 2. Juni 2023).
14. ↑  https://www.reteparri.it/ricerca/progetti-di-ricerca/premio-claudio-pavone/ (abgerufen am 6. Juli 2021).
15. ↑  https://www.viella.it/catalogo/collana/83 (abgerufen am 6. Juli 2021).
16. ↑  https://www.milanolibera.it/ (abgerufen am 1. Juni 2023)
17. ↑  Siehe auch Pascal Oswald: Rezension zu: Un altro viaggio in Italia.Luoghi, storia e memorie della Seconda guerra, 21.04.2022 – 15.05.2022 Casa della Memoria, Milano. In: H-Soz-Kult, 7. Mai 2022.